# أمبير أجار
أمبير أجار (بالإنجليزية: Amber Agar)‏ هي ممثلة بريطانية، ولدت في 1976 في المملكة المتحدة.

## وصلات خارجية
- أمبير أجار على موقع IMDb (الإنجليزية)
- أمبير أجار على موقع ألو سيني (الفرنسية)
- أمبير أجار على موقع أول موفي (الإنجليزية)
- أمبير أجار على موقع قاعدة بيانات الفيلم (الإنجليزية)